# Dero dorsalis
Dero dorsalis är en ringmaskart. Dero dorsalis ingår i släktet Dero och familjen glattmaskar. Inga underarter finns listade i Catalogue of Life.